# Đá vỏ chai
Obsidian còn gọi là đá vỏ chai, hắc diện thạch là một dạng thủy tinh núi lửa tự nhiên được tạo ra ở dạng đá mácma phun trào.
Nó được tạo ra khi dung nham felsic phun trào ra từ núi lửa và nguội lạnh nhanh nên bên trong nó có các tinh thể rất nhỏ. Obsidian thường được tìm thấy ở rìa của các dòng dung nham rhyolit, vì thành phần hóa học của nó nhiều silica, tạo ra độ nhớt và mức độ trùng hợp của dung nham cao. Sự kiềm hãm khuếch tán nguyên tử qua dung nham bị polymer hóa và độ nhớt cao này được lý giải là do thiếu sự phát triển của tinh thể. Do thiếu các cấu trúc tinh thể nên các rìa của nó có thể đạt đến độ mỏng gần như ở kích thước phân tử, vì vậy mà người tiền sử đã sử dụng nó làm các dụng cụ có đầu nhọn và các lưỡi (dao) bén, và trong hiện đại nó được dùng làm lưỡi dao mổ.

## Đặc điểm
Trong quyển Lịch sử tự nhiên của Pliny đề cập đến thủy tinh núi lửa với tên gọi là "Obsidianus", vì nó được đặt tên theo một loại đá được tìm thấy ở Ethiopia bởi Obsius.
Obsidian là một loại giống như khoáng vật, nhưng không phải khoáng vật thật sự bởi nó là thủy tinh, không kết tinh; thêm vào đó thành phần của nó quá phức tạp để tạo thành một loại khoáng vật riêng biệt. Đôi khi nó được xếp vào nhóm á khoáng vật. Mặc dù obsidian có màu tối giống các đá mafic như basalt, nhưng thành phần của nó là siêu felsic. Obsidian chứa chủ yếu là SiO2 (silic dioxide), thường từ 70% trở lên. Các đá kết tinh có thành phần giống obsidian gồm granit và rhyolit. Vì obsidian không bền trên bề mặt Trái Đất (theo thời gian chúng phân hủy thành các tinh thể khoáng hạt mịn), nên obsidian được tìm thấy có tuổi không sớm hơn kỷ Creta. Quá trình phong hóa obsidian được tăng lên với sự có mặt của nước. Obsidian có hàm lượng nước thấp khi còn tươi (chưa bị phong hóa), ít hơn 1% nước theo khối lượng, nhưng chúng có thể bị hydrat hóa khi tiếp xúc với nước ngầm tạo thành perlit.
Obsidian tinh khiết thường có màu tối, tuy nhiên màu có thể thay đổi tùy thuộc vào lượng tạp chất. Sắt và magiê làm cho obsidian có màu lục sẫm đến đen. Có rất ít mẫu được tìm thấy ở dạng gần như không màu. Trong một số đá, bao thể cristobalit nhỏ, tròn, màu trắng ở dạng thủy tinh đen tạo ra kiến trúc đốm hay bông tuyết (gọi là bông tuyết obsidian). Nó có thể chứa các kiểu mẫu bong bóng khí còn tồn đọng lại khi dung nham phun trào, xếp thành lớp dọc theo các lớp đá được tạo ra khi đá nóng chảy chảy thành dòng trước khi nguội lạnh. Các bong bóng này có thể tạo ra các hiệu ứng đẹp như ánh vàng (ánh obsidian) hay màu sắc lấp lánh, hoặc màu sắc giống như cầu vồng (cầu vồng obsidian).

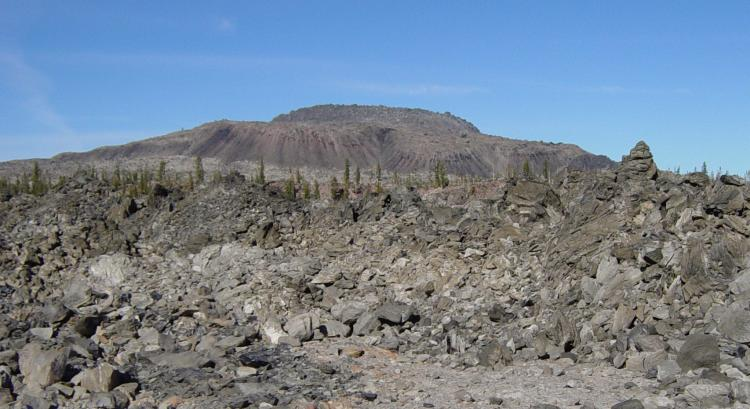
Núi thủy tinh, một dòng obsidian lớn ở núi lửa Medicine Lake
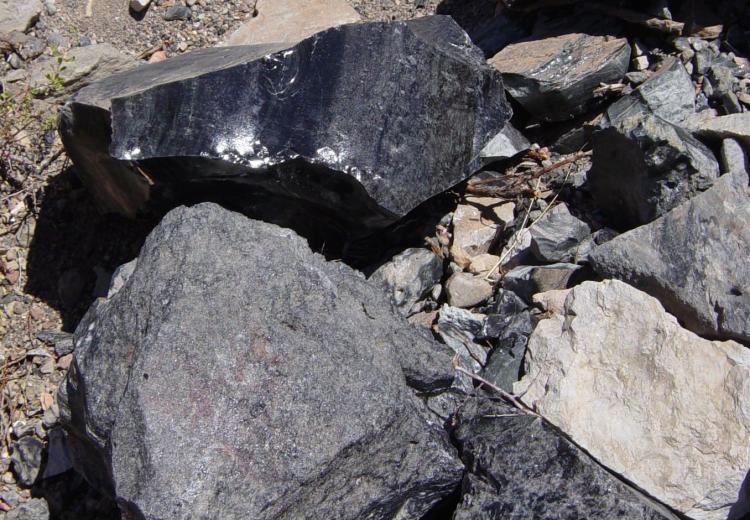
Theo chiều đồng hồ từ trên: obsidian, pumice và rhyolit (màu sáng)
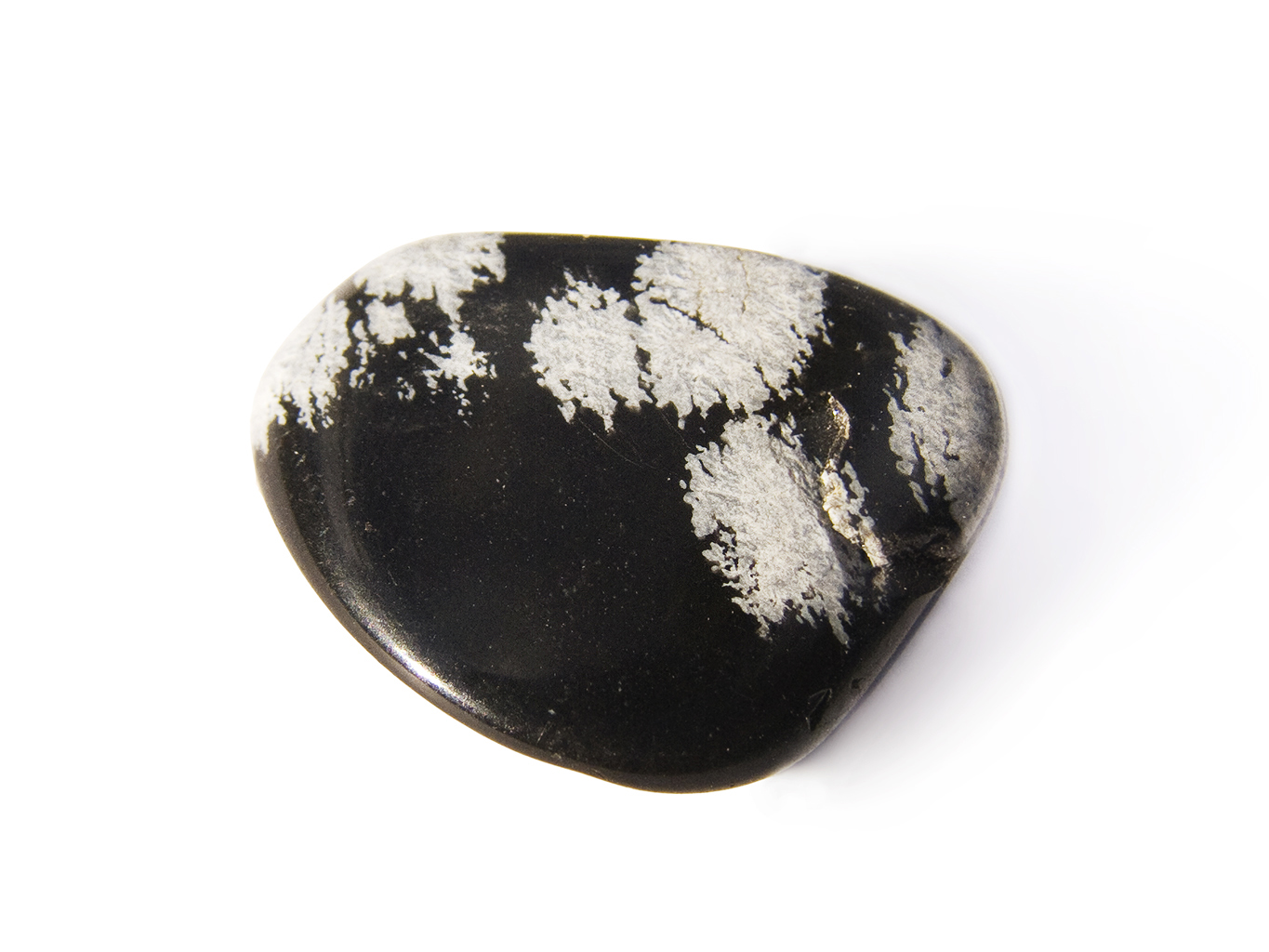
Bông tuyết obsidian
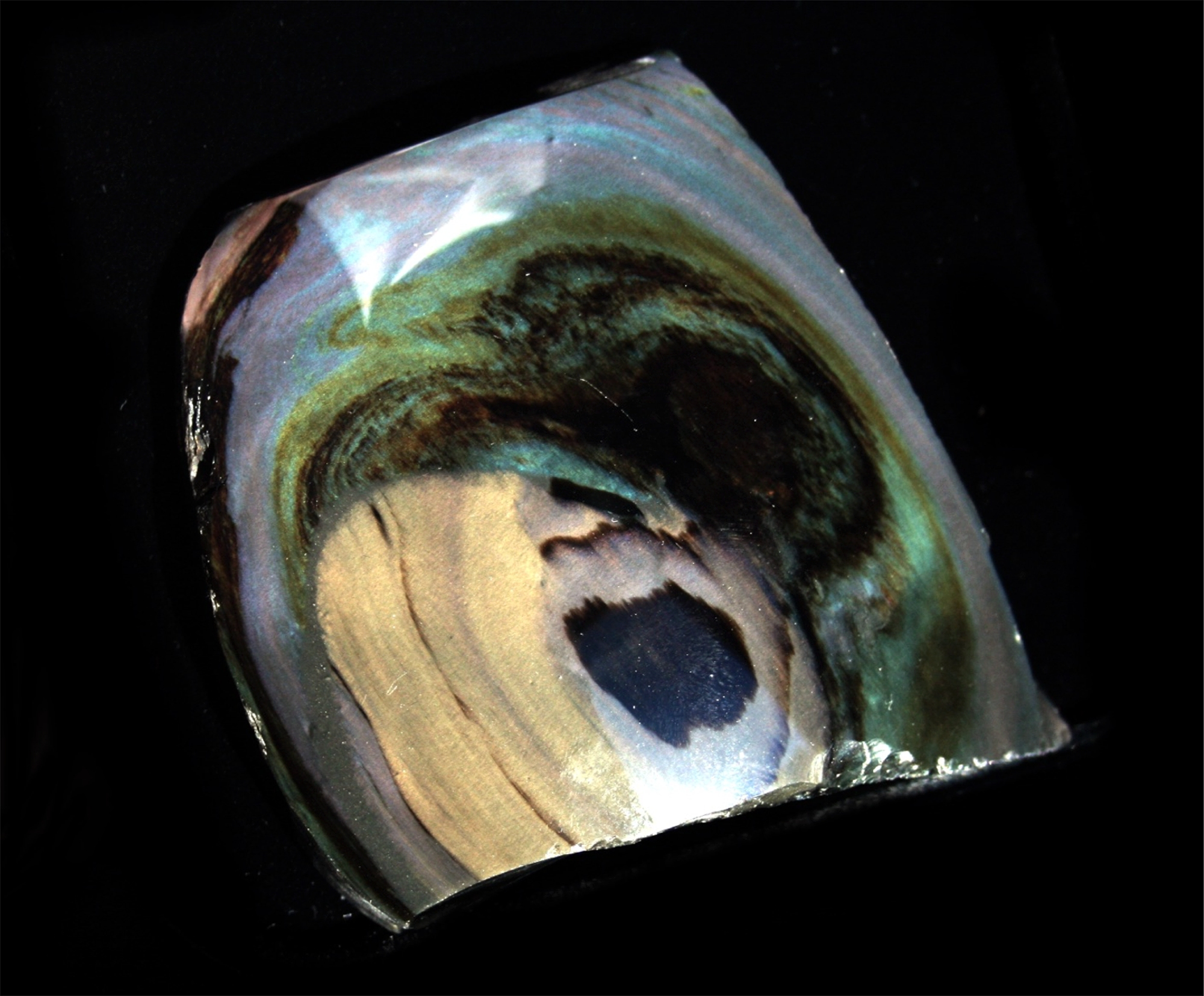
Cầu vồng obsidian

## Phân bố
Obsidian có thể được tìm thấy ở nhiều nơi có hoạt động phun trào dung nham rhyoliti như ở Argentina, Armenia, Canada, Chile, Hy Lạp, El Salvador, Guatemala, Iceland, Ý, Nhật Bản, Kenya, México, New Zealand, Peru, Scotland và Hoa Kỳ. Các dòng obsidian bị chôn vùi do các đợt phun trào sau phủ lên có thể được tìm thấy trong các miệng của các núi lửa như núi lửa Newberry và núi lửa Medicine Lake ở dãy Cascade, Tây Bắc Mỹ, và ở phía đông Inyo Craters của Sierra Nevada, California. Vườn quốc gia Yellowstone có một sườn núi có thành phần obsidian nằm giữa Mammoth Hot Springs và Norris Geyser Basin, và các mỏ có thể được tìm thấy ở một số nơi khác của miền tây Hoa Kỳ như Arizona, Colorado, New Mexico, Texas, Utah, Washington, Oregon và Idaho. Obsidian cũng được tìm thấy ở Virginia.

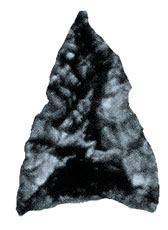
Đầu mũi tên bằng obsidian.

## Sử dụng trước đây
Đá vỏ chai là vật có giá trị trong các nền văn hóa thời kỳ đồ đá, vì cũng giống như đá lửa, nó có thể bị đập vỡ ra để tạo các công cụ sắc bén (mảnh tước) như dao hay đầu mũi tên. Giống như tất cả các loại thủy tinh khác và một số loại đá tự nhiên, obsidian vỡ ra ở dạng vỏ sò. Nó cũng đã được đánh bóng để làm gương. Các nhà khảo cổ học hiện đại đã phát triển hệ thống định tuổi tương đối sử dụng đá vỏ chai, gọi là định tuổi hydtat hóa obsidian, để tính tuổi của các vật dụng làm từ đá vỏ chai.

### Trung Đông
Ở Ubaid vào thiên niên kỷ thứ 5 TCN, lưỡi dao được làm từ obsidian khai thác ở Thổ Nhĩ Kỳ ngày  nay. Người Ai Cập cổ đại đã sử dụng obsidian được nhập từ miền tây Địa Trung Hải và các vùng ở phía nam biển Đỏ.

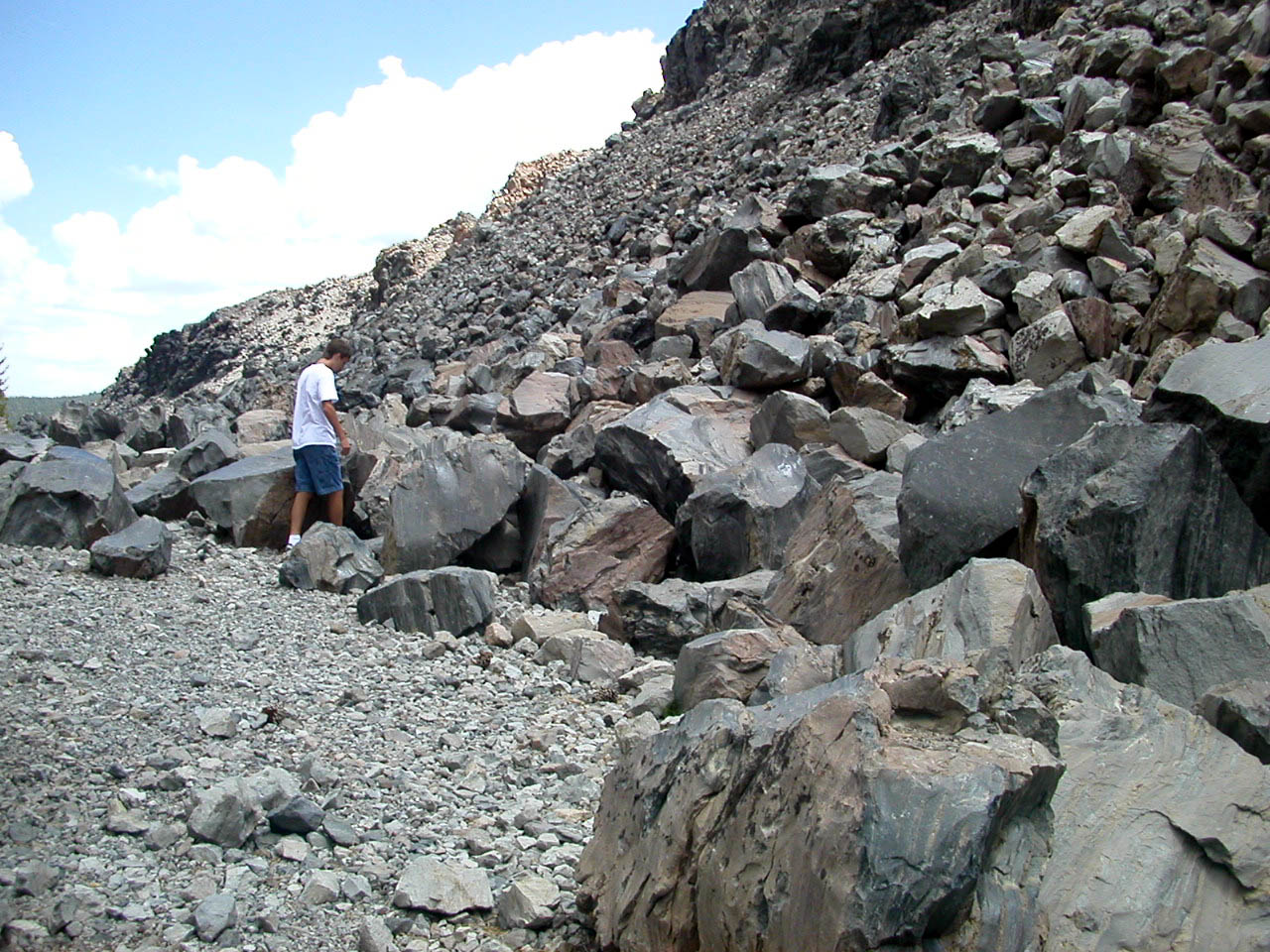
Vách obsidian ở vòm Obsidian, California.

### Châu Mỹ

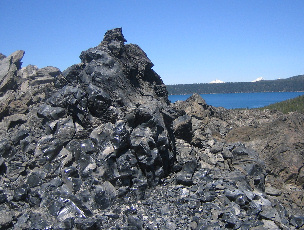
Trụ obsidian ở Newberry Obsidian, miền trung Oregon

Phân tích thạch học có thể là công cụ để hiểu về các nhóm sắc tộc thời kỳ tiền Columbia ở Trung Mỹ (Mesoamerica). Việc phân tích cẩn thận obsidian trong một nền văn hóa hay một bơi có thể tái hiện hoạt động thương mại, nền sản xuất, phân bố và sau đó là hiểu về khía cạnh kinh tế, xã hội và chính trị của một nền văn minh. Đây là trường hợp ở Yaxchilán, một thành phố Maya, nơi ngay cả những đều liên quan đến chiến tranh cũng đã được nghiên cứu trong mối quan hệ với việc sử dụng obsidian và những mảnh vỡ của chúng. Một ví dụ khác trong việc khai quật di chỉ khảo cổ về Chumash ven biển ở California cho thấy rằng hoạt động thương mại với các vùng xa của Casa Diablo, California ở Núi Sierra Nevada.
Ở Chile, các dụng cụ bằng obsidian được làm từ núi lửa Chaitén được phát hiện ở Chan-Chan  cách đó 400 km về phía bắc và cũng như ở những địa điểm cách đó 400 km về phía nam.

### Đảo Phục Sinh
Obsidian cũng đã được sử dụng ở Rapa Nui (Đảo Phục Sinh) ở dạng các dụng cụ có lưỡi như Mataia và đồng tử mắt của các tượng Moai.

## Sử dụng ngày nay
Obsidian được sử dụng làm dao mổ vì dao tốt làm bằng obsidian có lưỡi bén hơn nhiều lần so với dao mổ làm bằng thép, với độ dày lưỡi khoảng 3 nanomét. Ngay cả các dao mổ làm bằng kim loại đều có lưỡi lởm chởm như răng cưa nếu nhìn bằng kính hiển vi đủ mạnh; trong khi dao làm obsidian vẫn bằng phẳng và đều ngay cả dưới kính hiển vi điện tử.  Một nghiên cứu cho thấy các vết cắt bằng obsidian gây ra vết sẹo hẹp hơn, ít tế bào viêm hơn, và ít mô hạt hơn trong một nhóm chuột.
Obsidian cũng được sử dụng để trang trí và làm đá quý.  Nó có đặc tính có thể diện tùy theo cách bị cắt: khi bị cắt theo chiều này thì nó màu đen huyền, bị cắt chiều khác thì nó lại có màu long lanh xám.
Từ thập niên 1970 có chân cột cho máy quay đĩa làm bằng obsidian.